# Сент-Егзипери: биографија
Сент-Егзипери: биографија (енгл. Saint-Exupéry: A Biography) је биографска нефикцијска књига из 1994. године о Антоану де Сент-Егзиперију ауторке Стејси Шиф (енгл. Stacy Schiff), и номинована за Пулицерову награду 1995. године. Књига прати живот чувеног аутора, од његовог племићког, али сиромашног порекла, времена проведеног у  пионирској авио компанији „Аеропостале“, до писања романа Мали принц из 1943. године.   

## О књизи
Сент-Егзипери: биографија је животна прича смелог француског пилота који је постао један од најомиљенијих аутора двадесетог века.
Књига доноси причу авијатичару и књижевнику Антоану де Сент Егзиперију који је рођен 1900. године у једној од најстаријих француских породица. Сиромашни аристократа Антоан де Сент Егзипери постао је пионир ваздухопловства, пркосећи Пиринејима, Патагонији и Сахари, а такође је служио као поштански пилот 1920-их и 1930-их година, а затим је своје авантуре претворио у лирске романе. Мали принц, његова дечја басна за све узрасте, обезбедила му је славу. Ова задивљујућа биографија вешто одваја човека од мита, откривајући неспретног, мрзовољног идеалисту, елитисту који је заговарао олигархију, пилота познатог по својим незгодама и расејаности, и несрећно ожењеног авантуристу чија је насилна жена на крају постигла нелагодан споразум са његовом љубавницом. Бежећи из немачке окупиране Француске у Њујорк 1940. године, Сент Егзипери је осећао да избегава своју дужност као Француз. Достигао је племениту смрт 1944. године тако што је нестао у акцији на извиђачком лету изнад јужне Француске. 
Њујоркер за ову биографију каже: „Изванредна биографија; заиста, немогуће је замислити боље урађен посао. Уравнотежена је, проницљива, темељно истражена и изузетно добро написана.“

## Награде
Књига је номинована за Пулицерову награду за биографију или аутобиографију 1995. године.

## Биди још
- Антоан де Сент Егзипери